# スロープレーティング
ゴルフコースのスロープレーティング (slope rating) とは、スクラッチゴルファーを基準とし、ボギーゴルファーがプレーした際の相対的な難易度の尺度。プレーヤーのハンディキャップ計算において、より難度の高いコースでハンディキャップの高いゴルファーがプレーすると、そのスコアはハンディキャップ数値が予測するよりも急激に上昇する可能性があることを考慮し、難易度の異なるコースでも均等化された条件で計算ができるよう補正を行うために使用される。この用語は全米ゴルフ協会 (USGA) により考案された。

## 歴史
難易度の異なるゴルフコースでのプレーにおいて、技量の高いプレーヤー（例えばスクラッチプレーヤー）はいずれのコースでもパーに近い打数で回れるのに対して、技量の低いプレーヤー（例えばボギープレーヤー）は難易度の高いコースにおいて、そうでないコースに比べて打数の増加がより顕著となる。このため、それまでのハンディキャップ算出法では技量の劣るプレーヤーの計算結果がコースの難易度に大きく依存する、つまり難しいコースでハンディキャップを取得したプレーヤーはやさしいコースでプレーするとハンディキャップ過剰、すなわちネットスコアが過少、になるという問題が指摘されていた。
USGA は、ゴルフコースのプレー難易度は、プレーするゴルファーの技量により異なるということを考慮したハンディキャップシステムを開発する目的で、1979年にハンディキャップ研究チーム (Handicap Research Team, HRT) を立ち上げた。その2年前の1977年、海軍大学院の大学院生だったディーン・クヌース (Dean Knuth) 中佐（当時）は、コースレーティング査定法改善提案のレポート作成をしていたが、その際、距離評価を補正するために10項目のコース特性（ハザードの位置や大きさ、フェアウェイの広さやラフの刈り丈、高低差やアンジュレーション他）を変数とし、それぞれの要素の重み付けを加味した設定を試みた。これがその後の USGA コースレーティングシステムの基礎となった。その後、バージニア州ノーフォークに移り住んだクヌースは地元のゴルフコースの協力を得て、様々な技量のゴルファーによる多数のスコアカードの解析を行いボギーレーティングの考えを確立した。クヌースは1981年から16年間、USGA のハンディキャップ担当シニアダイレクターを務めた。
クヌースと HRT の研究の結果、コースレーティングとボギーレーティングの差に基づいて計算を行い、スクラッチゴルファーとボギーゴルファーの難易度の差を数値化し、プレーするコースによってゴルファーのハンディキャップを調整することを目的にこれを使用できるようになった。これが現在スロープシステムと呼ばれるものの基礎になっている。1982年、コロラド州ゴルフ協会は、HRT メンバーのバイロン・ウィリアムソン (Byron Williamson) 博士の指導のもと、新しい手順を用いて全コースを格付けした。1983年、コロラド州はスロープシステムのテストを行い、良好な結果を得た。1984年には、他の5つの州がコロラド州のテストに参加し、その後、1987年からスロープシステムが全国的に実施されるようになった。1990年1月1日以降、全米各地の地方ゴルフ統括団体は USGA コースレーティングシステムを採用している。
USGA コースレーティングシステムおよび USGA スロープレーティングシステムは、USGA と R&A が共同で開発をスタートし、2020年から世界的普及がスタートしたワールドハンディキャップシステム (World Handicap System, WHS) を含む世界各地の最先端のハンディキャップシステムにおける考え方の根幹を成すものとなっている。

## USGA スロープレーティング
USGA スロープレーティングは、ティーセットごとに定義されるボギーゴルファーとスクラッチゴルファーの相対的難易度を示す数値である。より難しいコースでプレーした場合、ハンディキャップが高いプレーヤーのスコアは、ハンディキャップの低いゴルファーのスコアよりも上昇する度合いが強いという事実を表している。あるティーセットにおけるスロープレーティングは、USGA コースハンディキャップと予想スコアの関係がどのくらい上昇するかを、数学のグラフの傾きとして示すものである。
スロープレーティングは、ボギーゴルファー（ハンディキャップ 20 ないし 24）の予想好スコア（ボギーレーティング）とスクラッチゴルファー（ハンディキャップ 0）の予想好スコア（USGA コースレーティング）の差の倍数として算出される。コースレーティングとボギーレーティングの数値は、コースレーティング審査員が決定するが、これに際してはティーセットごとに 460 以上のチェックポイントにわたる実地調査・記録が行われる。スロープレーティングは 55 から 155 の範囲をとり、標準的なプレー難易度のコースのそれは 113 となる。
スロープレーティングを算出するためには、ボギーレーティングとスクラッチレーティングの差に、男性は 5.381、女性は 4.240 を乗じる。
{\displaystyle {\mbox{スロープレーティング（男子）}}:{\mbox{5.381}}\times ({\mbox{ボギーレーティング}}-{\mbox{USGA コースレーティング}})}
{\displaystyle {\mbox{スロープレーティング（女子）}}:{\mbox{4.24}}\times ({\mbox{ボギーレーティング}}-{\mbox{USGA コースレーティング}})}